# Número de Blake
El número de Blake en mecánica de fluidos es un número adimensional que muestra la relación entre la fuerza de inercia y la fuerza viscosa.
Se utiliza en la transferencia de momento en general y en particular para el flujo de un fluido a través de lechos de sólidos. Es una generalización del número de Reynolds para el flujo a través de medios porosos.
Expresado matemáticamente el número de Blake B es:
{\displaystyle B={\frac {u\rho D_{h}}{\mu (1-\epsilon )}}}
donde 
| ε  | = | fracción vacía      |
| μ  | = | viscosidad dinámica |
| ρ  | = | densidad del fluido |
| Dh | = | diámetro hidráulico |
| u  | = | velocidad de flujo  |